# Le Loup des Kilghard
Le Loup des Kilghard (titre original : Two to Conquer) est un roman du Cycle de Ténébreuse, écrit par Marion Zimmer Bradley, publié en 1980.
Dans cet épisode de La Romance de Ténébreuse, Marion Zimmer Bradley ouvre son troisième cycle Les Cent Royaumes par son premier roman Le Loup des Kilghard. 
Cet univers largement inspiré des conquêtes médiévales met en avant une intrigue géopolitique, sociale et technologique qui soulève à travers des personnalités complexes, les questions du regard de l’autre, du regard de soi et plus encore jusqu’où peut aller la complémentarité de deux individus identiques. 
S’appuyant sur la théorie que toute personne à un double exact quelque part dans l’univers, Marion Zimmer Bradley invite à entrer dans l’intimité de ses personnages et extrapole la possible rencontre de ces deux êtres.